# Rubaconte da Mandello

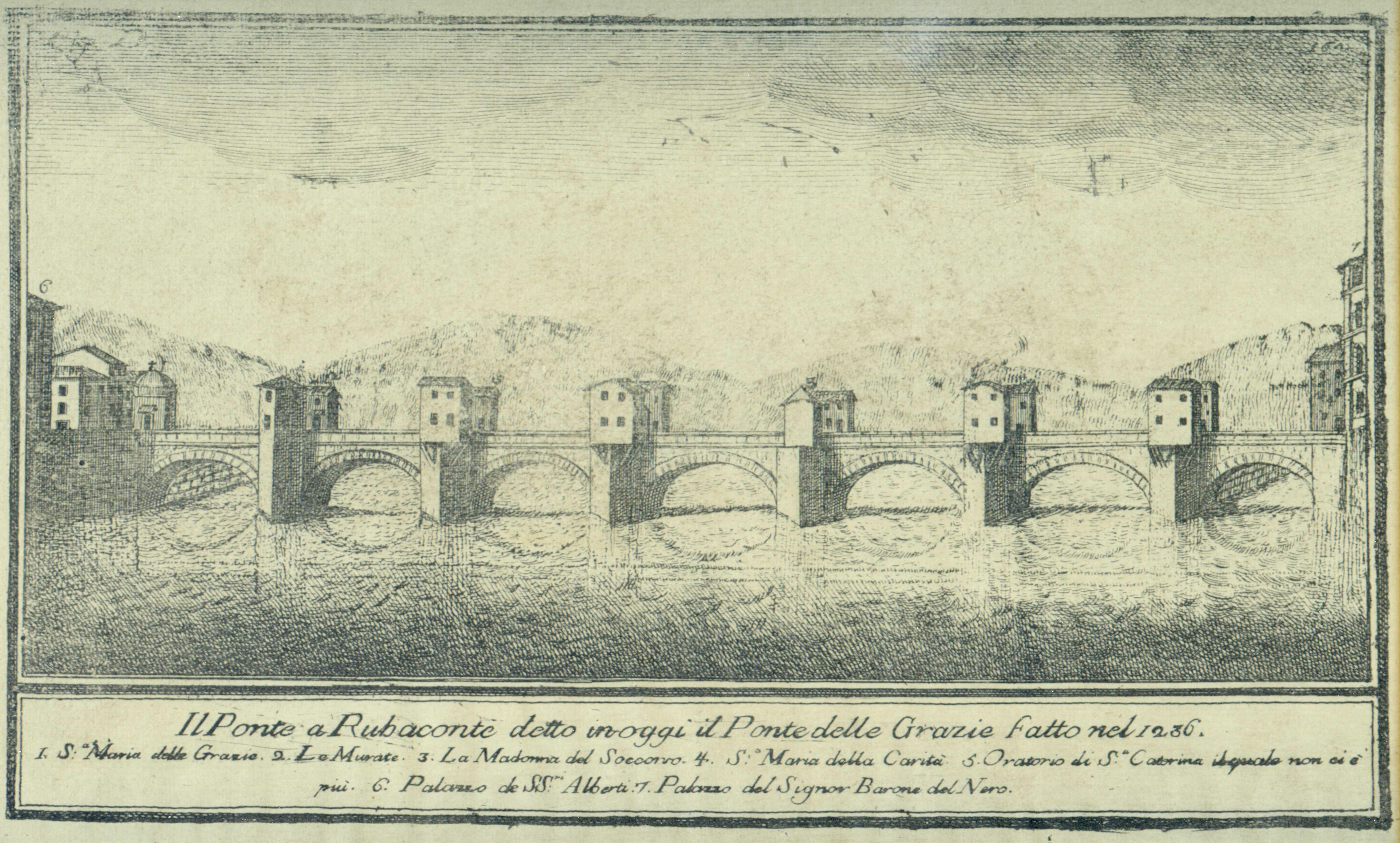
Ponte alle Grazie - Ponte a Rubaconte - Firenze

Rubaconte da Mandello (Milano, 1170~1180 – 1238) è stato un politico italiano, assunse la carica di podestà durante il XIII secolo; fu citato da Dante nella Divina Commedia e Franco Sacchetti gli dedicò la XCXVI novella nella sua raccolta Il Trecentonovelle..

## Biografia

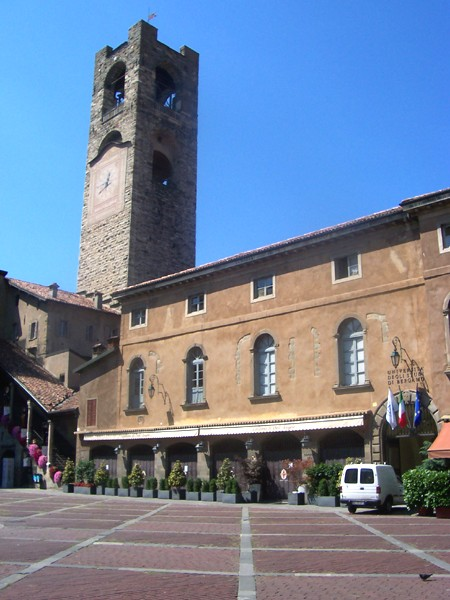
Palazzo del Podestà di Bergamo

Non ci sono notizie riguardanti le sue origine, molto probabilmente nacque a Milano diventandone console dal 1196 al 1200 e fino al 1202 assunse la carica di consigliere comunale, anno in cui Milano alleata ai cremonesi, perse la battaglia con Crema per il possesso di Castelleone e il simbolo del carroccio che rappresentava la città firmando il trattato il 29 giugno al Santuario di Marziale.
Il medesimo anno, ottenne l'incarico di podestà di Novara. A lui si deve la riorganizzazione della città, fece infatti demolire i fabbricati abusivi che erano stati edificati contro le antiche mura romane, realizzando un nuovo borgo vicino al fiume Sesia, poi Mandello Vitta. Per poter controllare la Valsesia e la pianura vi fece realizzare una torre di avvistamento fortificata. Viste le sue qualità organizzative venne convocato a Verona negli anni dal 1205 al 1206 perché contribuisse a sanare le lotte interne tra i Montecchi e i conti di san Bonifacio, cosa che non gli riuscì. La sua carica di podestà venne riconfermata fino al 1208; venne nuovamente nominato nella podesteria di Novara nel 1220.
Divenne podestà di Bergamo nel 1229 chiamato dalle famiglie Suardi, Rivola e Colleoni che avevano allontanato il governatore Pagano della Torre nominato precedentemente dal legato pontificio Goffredo da Castiglione poi papa Celestino IV, incaricando Rubaconte a nuovo podestà.
La città di Bergamo si trovava divisa dalle lotte tra guelfi e ghibellini, e Rubaconte che era ghibellino, fece scarcerare tutti i gli eretici, e in conseguenza alla controversia situazione delle miniere dell'alta Val Seriana, promulgò il “Capitularia de metallis” che vietava l'esportazione dei minerali quali argento, rame e ferro fuori dal confine della provincia. Le miniere della valle dal 1077, con il vescovo Arnolfo, venivano contese tra il potere civile e quello del vescovado che non accettò il nuovo capitolo.
Nel 1233 il vescovo Giovanni Tornielli chiamò a risolvere il contenzioso il vescovo di Brescia Guala de Roniis che ricevuto l'incarico dal papa Gregorio IX, giudicò il 14 giugno 1235 che i cittadini di Gromo e Ardesio non avevano il potere di gestire e di godere dei diritti delle miniere.
Rubaconte lasciò il suo incarico governativo non prima di aver realizzato sul territorio bergamasco un canale di irrigazione detto Seriola Nuova che attraversa il territorio di Vettianica fino ai comuni di Levate e Verdello.
Nel biennio 1231-1233 venne nominato podestà di Arezzo da Alberto da Mandello, suo cugino e podestà di Firenze, perché si consolidasse l'alleanza tra le due città, nel conflitto con Siena.
Divenne podestà di Faenza dal 1235 al 1237, dove, manifestando grande abilità come comandante della cavalleria faentina, tanto da essere richiesto anche a Bologna e dalla Lega Lombarda a comando delle truppe contro Modena e Federico II.
Rubaconte non fu solo un podestà, ma grazie alle sue caratteristiche caratteriali, venne chiamato a rappacificare le città di San Gimignano e Volterra dal conflitto del 1236. Il podestà si manifestò in favore di San Gimignano, per questo motivo venne accusato di corruzione, ma avendone denunciato il fatto acquistò maggior reputazione.
La sua origine milanese lo vide vicino alla Lega Lombarda nella Battaglia di Cortenuova, dove, durante la sconfitta vennero catturati i suoi due figli Ruffino e Uberto da Federico II venendo liberati molti anni dopo.

### Podestà a Firenze
Anche se nella città di Firenze la sua carica di podestà ebbe una durata di solo 18 mesi, vi lasciò importanti segni del suo passaggio.

A Firenze divenne podestà nel 1237; nel medesimo anno realizzò la costruzione del ponte che portò il suo nome - ponte a Rubaconte - che a detta del Vasari, venne progettato da Jacopo Tedesco diventando solo nel 1957 Ponte alle Grazie. Il ponte venne costruito tanto solidamente da essere il solo a resistere all'alluvione del 1333, Aveva la medesima struttura del Ponte vecchio con formazioni in legno adeguate a botteghe. La cronaca racconta che portò proprio lui la prima pietra che sigillò con la calcina. Proprio per la sua realizzazione del ponte venne citato da Dante Alighieri nell'Purgatorio.
(Dante Alighieri - Purgatorio – canto XII, vv. 100-105)
A lui si deve la nuova pavimentazione della vie cittadine.
Sotto il governo di Rubaconte da Mandello si coniò la prima moneta fiorentina in argento che ebbe impresso la figura del giglio e di Giovanni Battista patrono della città. Espressione della capacità del podestà di una raggiunta autonomia cittadina.
Ma la politica cittadina che era sempre stata alleata a Milano, divenne filo imperiale. Il podestà non fu certo contento di questa decisione. Nel 1238 venne accusato di eresia dal vescovo Ardengo Trotti, ma il suo tempo era terminato, lasciò l'incarico venendo sostituito da Gerhard di Arnstein, eletto con l'approvazione dell'imperatore.